# Adrian Blake
Adrian Blake (Londen, 15 juli 2005) is een Engels-Jamaicaans voetballer die doorgaans als aanvaller (vleugelspeler) speelt en bij FC Utrecht onder contract staat.

## Clubcarrière

### Watford
Blake speelde sinds 2013 in de jeugd bij Watford. Daar maakte hij op 11 mei 2022 voor het eerst deel uit van de wedstrijdselectie van het eerste elftal. Op 23 augustus 2022 maakte hij op zeventienjarige leeftijd zijn debuut in de EFL Cup tegen MK Dons. Zijn competitiedebuut volgde op 8 mei 2023 tegen Stoke City. In 2023 was Blake in het bezit van een aflopend contract wat hij weigerde te verlengen. Onder meer Tottenham Hotspur, Newcastle United en Manchester United toonden in die periode interesse.

### FC Utrecht
Op 12 juni 2023 werd bekend dat Blake transfervrij de overstap zou maken naar FC Utrecht. Daar tekende hij een contract tot medio 2027. De club betaalde wel een opleidingsvergoeding aan Watford. Blake gaf bij zijn presentatie aan na tien jaar bij Watford toe te zijn aan iets nieuws en bewust te hebben gekozen voor een overstap naar de Eredivisie. Dit aangezien de competitie volgens Blake onder jonge voetballers wordt gezien als een goede opstap in hun carrière, zo noemde hij Noni Madueke en toekomstig teamgenoot Taylor Booth als voorbeelden.
Op 14 augustus 2023 maakte Blake zijn debuut voor Jong FC Utrecht. In de met 1–0 verloren uitwedstrijd tegen Jong AZ begon hij de wedstrijd in de basis en werd hij na 63 minuten gewisseld. Op 15 augustus 2023 maakte hij in de uitwedstrijd tegen FC Dordrecht (3–3 eindstand) de 0–1 en 0–3. Daarbij scoorde hij de openingstreffer van afstand in de kruising, wat bij verschillende nieuwssites niet onopgemerkt bleef. In de winterstop van het seizoen 2023/24 ging Blake mee op trainingskamp met het eerste elftal. In de in 4–4 geïndigde oefenwedstrijd tegen SK Beveren kreeg hij de kans van trainer Ron Jans. Vervolgens zat hij op 14 januari 2024 in de eerste competitiewedstrijd na de winterstop voor het eerst bij de wedstrijdselectie. In die uitwedstrijd tegen Vitesse (0–0 gelijkspel) verving hij na 88 minuten Othman Boussaid. Op 3 april 2024 volgde Blake zijn eerste doelpunt voor het eerste elftal. Een dag later werd bekend dat Blake in de belangstelling zou staan van verschillende Engelse clubs en dat FC Utrecht in de winterstop verschillende aanbiedingen heeft afgewezen. Op 14 april 2024 stond Blake tien minuten in het veld en gaf hij in de blessuretijd een assist op Can Bozdoğan. Het doelpunt was goed voor een 2–1 overwinning op Go Ahead Eagles, een directe concurrent voor het behalen van Europees voetbal. In mei 2024 werd duidelijk dat Blake samen met Joshua Mukeh en Silas Andersen vanaf de start van het seizoen 2024/25 definitief aan zou sluiten bij het eerste elftal.
Bij aanvang van zijn tweede seizoen in Utrecht werd er gesproken over een tijdelijk verhuur van Blake, iets wat echter nooit concreet werd. Op 15 december 2024 scoorde Blake als invaller tweemaal tegen Go Ahead Eagles. Na een 1–3 achterstand schoot hij in minuut 88 de 2–3 binnen. In de extra tijd volgde na 97 minuten de gelijkmakende 3–3. Op 9 maart 2025 stond FC Utrecht op een 1–2 voorsprong in de uitwedstrijd tegen Willem II. Na een gelijkmakende 2–2 waarbij Blake in minuut 83 doelpuntenmaker Rúnar Þór Sigurgeirsson uit het oog verloor, zorgde hij twee minuten later zelf voor de winnende 2–3.

## Clubstatistieken

### Beloften
| Seizoen                    | Club            | Competitie      | Competitie | Competitie | Overig | Overig | Totaal | Totaal |
| Seizoen                    | Club            | Competitie      | Wed.       | Dlp.       | Wed.   | Dlp.   | Wed.   | Dlp.   |
| -------------------------- | --------------- | --------------- | ---------- | ---------- | ------ | ------ | ------ | ------ |
| 2023/24                    | Jong FC Utrecht | Eerste divisie  | 32         | 3          | 0      | 0      | 32     | 3      |
| 2024/25                    | Jong FC Utrecht | Eerste divisie  | 14         | 3          | 0      | 0      | 14     | 3      |
| Carrière totaal            | Carrière totaal | Carrière totaal | 46         | 6          | 0      | 0      | 46     | 6      |
| Bijgewerkt op 9 maart 2025 |                 |                 |            |            |        |        |        |        |

### Senioren
| Seizoen                    | Club            | Competitie      | Competitie | Competitie | Beker | Beker | Europees | Europees | Overig | Overig | Totaal | Totaal |
| Seizoen                    | Club            | Competitie      | Wed.       | Dlp.       | Wed.  | Dlp.  | Wed.     | Dlp.     | Wed.   | Dlp.   | Wed.   | Dlp.   |
| -------------------------- | --------------- | --------------- | ---------- | ---------- | ----- | ----- | -------- | -------- | ------ | ------ | ------ | ------ |
| 2021/22                    | Watford         | Premier League  | 0          | 0          | 0     | 0     | –        | –        | 0      | 0      | 0      | 0      |
| 2022/23                    | Watford         | Championship    | 1          | 0          | 2     | 0     | –        | –        | 0      | 0      | 3      | 0      |
| 2023/24                    | FC Utrecht      | Eredivsie       | 5          | 1          | 0     | 0     | –        | –        | 0      | 0      | 6      | 1      |
| 2024/25                    | FC Utrecht      | Eredivsie       | 9          | 3          | 2     | 1     | –        | –        | 0      | 0      | 11     | 4      |
| Carrière totaal            | Carrière totaal | Carrière totaal | 15         | 4          | 4     | 1     | –        | –        | 0      | 0      | 20     | 5      |
| Bijgewerkt op 9 maart 2025 |                 |                 |            |            |       |       |          |          |        |        |        |        |

## Interlandcarrière
Blake werd in juni 2023 voor het eerst geselecteerd voor Engeland onder 18. In zijn tweede wedstrijd scoorde hij in de slotfase de winnende treffer op het Lisbon International Tournament. De Jamaicaanse voetbalbond deed in diezelfde periode een poging om Blake te selecteren voor het nationale elftal van Jamaica. In september 2023 zat Blake voor het eerst bij de selectie van Engeland onder 19.
1 Barkas ·
2 Horemans ·
3 Van der Hoorn ·
5 Finnsson ·
6 Fraulo ·
7 Jensen ·
8 Bozdoğan ·
9 Min ·
11 Ohio ·
14 Iqbal ·
15 Blake ·
16 El Karouani ·
18 Toornstra ·
19 Descotte ·
20 Cathline ·
21 Aaronson ·
22 Rodríguez ·
23 Vesterlund ·
24 Viergever  ·
25 Brouwer ·
26 Jonathans ·
27 Engwanda ·
32 De Graaff ·
33 Gadellaa ·
40 Didden ·
44 Mukeh ·
91 Haller ·
Coach: Jans
· Assistent-trainer: Penders
· Keeperstrainer: Wapenaar